# Zapatos de stripper

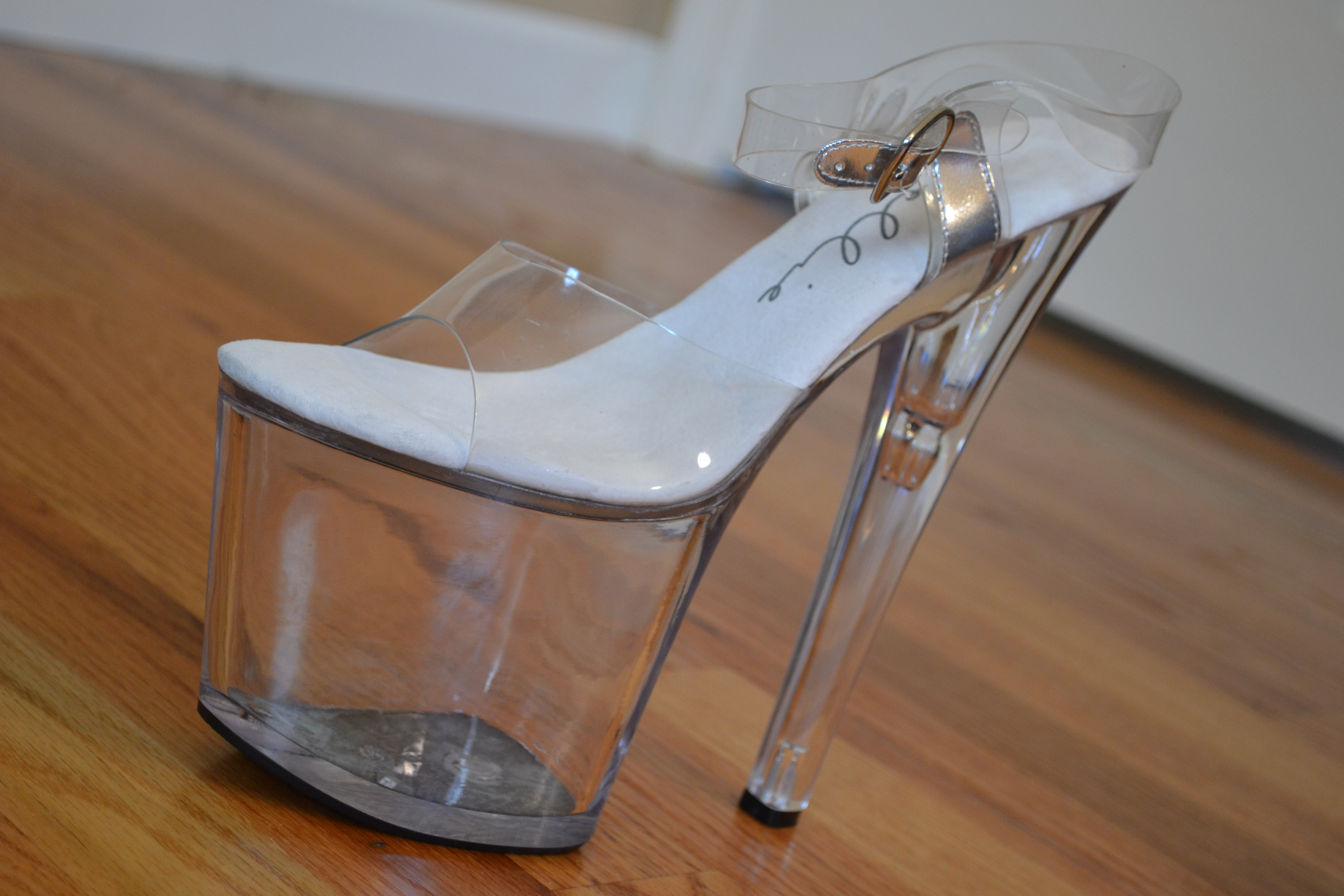
Zapatos de striper elaborados con materiales plásticos transparentes.

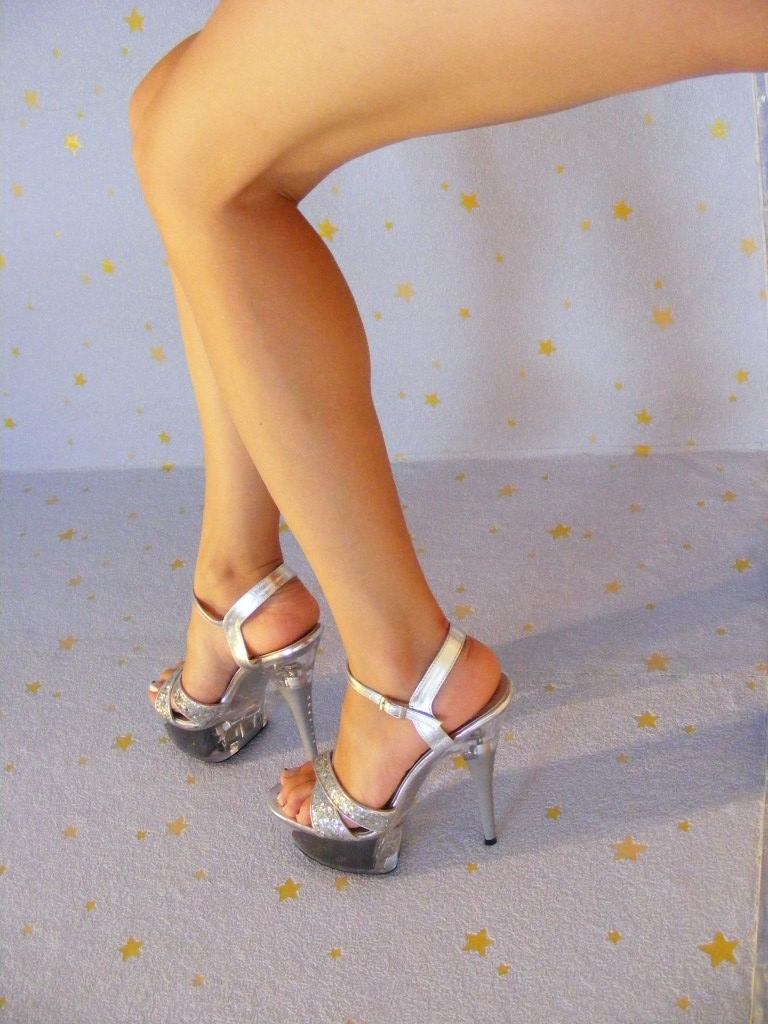
Tacones de plataforma transparentes.

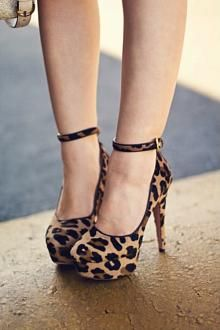
Zapatos de stripper opacos.

Los zapatos de stripper (denominados también zapatos transparentes o zapatos de lucite) es un tipo de zapato de tacón que se elabora con materiales transparentes. Los zapatos de stripper son una prenda interior. Poseen una elevada plataforma y permiten un tacón de mucha longitud, así como un estilizamiento de la figura. Durante los años 1980 este tipo de calzado fue utilizado como atrezo en las sesiones de striptease, razón por las que se denominaron así. Son unos zapatos que poseen un marcada carga de erotismo.
A pesar de que se le denomina al zapato transparente "zapatos de stripper" se han creado modelos opacos que cumplen la misma función de estilizar y sexualizar la pose.

## Características
Estos zapatos se caracterizan por poseer como suela una elevada plataforma de material transparente que se ve acompañada de unos tacones igual de altos. Generalmente supera los veinte cm de longitud. Los materiales empleados suelen ser polimetilmetacrilato (lucite), resina acrílica, PVC, o policarbonato. Los tacones altos hacen que las personas que lo emplean vayan en posturas similares a las de las bailarinas: en pointe. Las marcas más importantes y populares incluyen Pleaser, Hella Heels y Luscious. También, los zapatos opacos suelen ser cerrados y de colores llamativos, el forro puede ser de terciopelo o gamuza y cumplen con las mismas características funcionales que los zapatos de estríper traslucidos.

## Usos
Aparte de su uso como zapato de fantasía, es empleado desde los años 2000 también como complemento del vestido por figuras que quieren enfatizar una imagen sexy. Suele verse en profesiones como las pole dancers, las strippers y actrices pornográficas. Se suelen emplear tacones de diez a veinte cm. En algunos casos se pueden emplear tacones de más de veinte cm.